# Válečná pamětní medaile za polní tažení 1870-71
Válečná pamětní medaile za polní tažení 1870–71 bylo německé vojenské vyznamenání. Založil ho 20. května 1871 německý císař Vilém I. Mohl být udělen všem příslušníkům německé armády, kteří se účastnili bojů Prusko-francouzské války (1870–1871). Mimo to byl také udělován členům posádky korvety SMS Augusta, kteří na ní sloužili od 11. prosince 1870 od 2. března 1871. Vyznamenání se dělilo na dva stupně, a to pro vojáky a nevojáky.

## Vzhled vyznamenání
Odznakem verze pro vojáky je bronzová medaile. Na přední straně je vyobrazena korunovaná iniciála zakladatele W, pod ní nápis Dem siegreichen Heere (Vítězné armádě), okolo se vine heslo Gott war mit uns Ihm sei die Ehre (Bůh byl s námi. Jeho je sláva). Na zadní straně medaile je zpodobněn tlapatý kříž. Mezi jeho rameny se nachází paprsky, ve středovém medailonu jsou pod sebou napsána léta 1870 1871 ovinutá vavřínovým věncem.
Medaile pro nevojáky je z oceli, od verze pro vojáky se liší pouze ve dvou bodech. Místo nápisu Dem siegreichen Heere stojí Für Pflichttreue im Kriege (Za svědomitost ve válce) a na zadní straně je dubový věnec místo vavřínového.
K příležitosti 25. výročí vítězství v prusko-francouzské válce byly 18. srpna 1895 přidány k medaili spony, a to za bitvy u Weißenburgu, Spichernu, Wörthu, Colombey, Vionville – Mars la Tour, Gravelotte – St. Privat, Beaumontu, Noiseville, Sedanu, Amiensu, Beaune la Rolande, Villiers, Loigny-Poupry, Orleansu, Beaugency-Cravantu, Hallue, Bapaume, Le Mans, Lisaine, St. Quentinu a Mont Valerienu a za obléhání Štrasburku, Paříže, Belfortu a Mét.
Medaile byla nošena na levé straně prsou, zavěšená na černé stuze s bílými postranními pruhy a červeným středovým pruhem. Stuha pro nevojáky byla totožná, vyjma vyznamenaných vojenských úředníků a osob, které nebyly přímo součástí vojska. Pro ty byla stuha bílá s černým lemem a červeným pruhem.

## Galerie

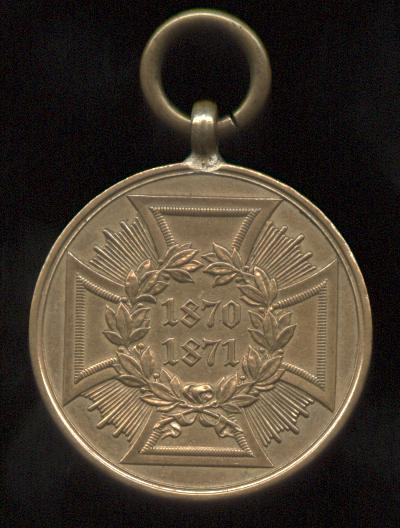
Zadní strana, pro vojáky
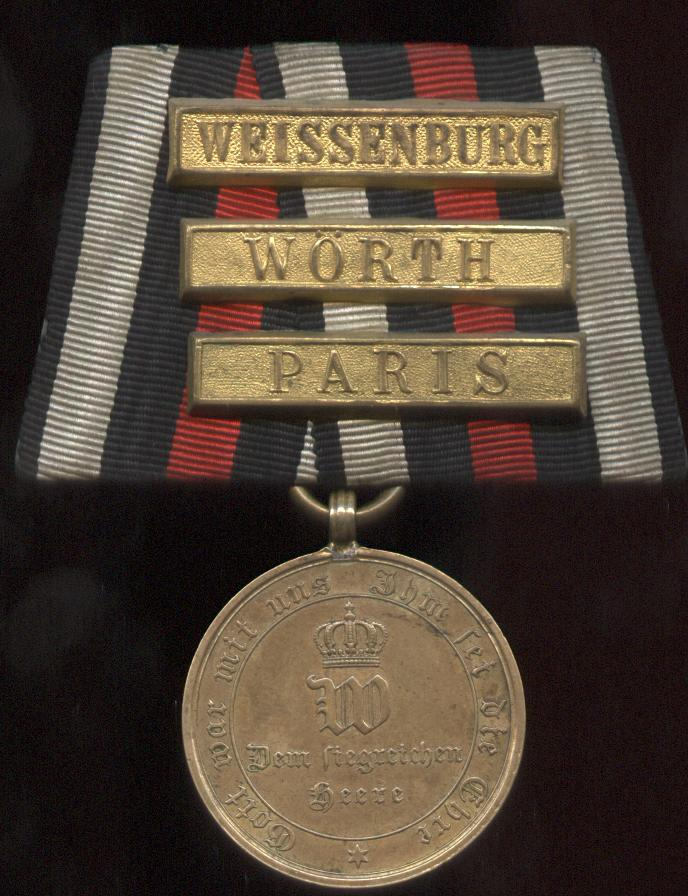
Pro vojáky se sponami
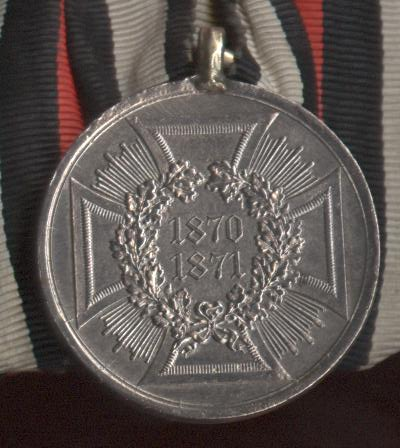
Zadní strana, pro nevojáky